# Bróm-monoklorid
A bróm-monoklorid, más néven bróm(I)-klorid vagy bróm-klorid interhalogén vegyület, képlete BrCl. Barnássárga instabil gáz. Olvadáspontja −66 °C, forráspontja 5 °C. Erős oxidálószer.

## Felhasználása
A bróm-monokloridot az analitikai kémiában használják kis mennyiségű higany kimutatására, mivel a mintában levő higanyt kvantitatíve Hg(II)-vé oxidálja.
Alga- és gombaölőszerként is használatos, valamint fertőtlenítőszerként és ipari hűtővíz recirkulációs rendszerekben is alkalmazzák. Bizonyos típusú Li-SO2 elemekben bróm-monoklorid hozzáadásával növelik a feszültségét és az energiasűrűségét.

## Fordítás
Ez a szócikk részben vagy egészben  a   Bromine monochloride című angol Wikipédia-szócikk ezen változatának fordításán alapul.  Az eredeti cikk szerkesztőit annak laptörténete sorolja fel. Ez a jelzés csupán a megfogalmazás eredetét és a szerzői jogokat jelzi, nem szolgál a cikkben szereplő információk forrásmegjelöléseként.